# Treni armati del Regio Esercito

Cannoni da 152/40 su carri di tipo Poz in forza alla 101ª Batteria d'assedio del Regio Esercito. Monfalcone, 1917.

I treni armati del Regio Esercito furono utilizzati dal Regno d'Italia in entrambe le guerre mondiali.

## Prima guerra mondiale

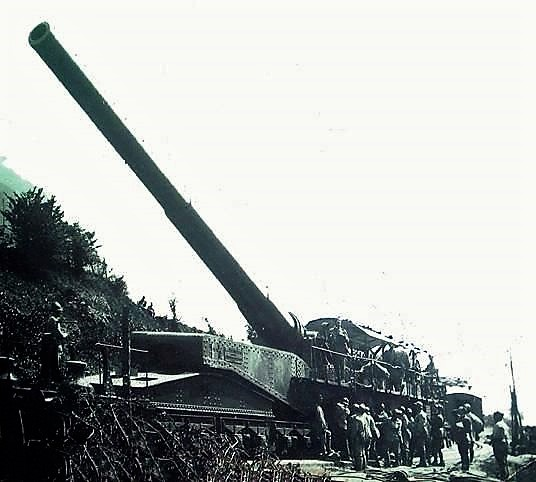
Cannone ferroviario 381/40 AVS della prima guerra mondiale.

Durante la Prima guerra mondiale, a partire dal 1915, il Regio Esercito impiegò sul fronte del Carso alcune batterie armate di cannoni di origine navale 152/40 installati a coppie su pianali ferroviari, poste alle dipendenze dello Stato Maggiore del R.E. basate a Monfalcone.
Il Regio Esercito si interessò a questo tipo di armi solo dopo aver ricevuto in prestito, dall'esercito francese, alcuni cannoni ferroviari da 340/45. Avendo avuto l'opportunità di constatarne l'efficacia in azione, si decise di incaricare l'Ansaldo di progettare un affusto ferroviario per installarvi un cannone di grande potenza. I pezzi prescelti per l'installazione furono i 381/40 Mod. 1914 che la ditta stessa aveva allestito per le navi da battaglia classe "Francesco Caracciolo", la cui costruzione era stata sospesa all'inizio delle ostilità. Il primo di questi cannoni venne approntato all'inizio del 1917.

## Seconda guerra mondiale

### Treni blindati T.B.

Un T.B. armato di Breda Mod. 37 e cannone da 47/32 Mod. 1935.

Nella Seconda guerra mondiale, a partire dal 1941, il Regio Esercito allestì una serie di treni blindati (T.B.), adatti ad operare lungo le linee ferroviarie della Jugoslavia occupata in funzione anti-guerriglia ed anti-sabotaggio. I convogli, numerati da T.B. 1 a T.B. 10, trainati da locomotive anch'esse blindate, erano costituiti da comuni vagoni merci a due assi dei tipi FI e L, aperti e chiusi, blindati in maniera semi-artigianale ed equipaggiati con armi della fanteria.
I primi convogli erano costituiti da locomotiva, un carro con due mitragliatrici Breda Mod. 37 (ciascuna servita da 3 uomini) ed un carro con cannone controcarro da 47/32 Mod. 1935 sparante attraverso il portellone.
Un secondo tipo di convoglio, più potente, era costituito da 5 o 6 vagoni blindati. Si trattava di carri merci a due assi, con uno scompartimento blindato centrale chiuso, munito di 5 feritoie per lato per l'uso delle armi individuali, e due scompartimenti, anteriore e posteriore, a cielo aperto, ciascuno con una mitragliatrice Fiat-Revelli Mod. 14/35 scudata ed un mortaio Brixia Mod. 35 da 45 mm. Successivamente vennero adottati carri interamente coperti, dotati di pezzi anticarro da 47/32.
Inoltre, per il transito nelle zone più pericolose dei Balcani, ai normali convogli veniva aggregato come scorta un vagone della Milizia ferroviaria. Questi erano normali carri merci chiusi, scelti tra i più robusti tra quelli del parco delle Ferrovie dello Stato, armati con due mitragliatrici SIA Mod. 1918 sparanti attraverso gli sportelli.

### Cannoni ferroviari
Gli unici cannoni ferroviari impiegati dal Regio Esercito durante la seconda guerra mondiale erano armi francesi di preda bellica. In particolare si trattava di 12 cannoni ferroviari da 194 mm TAz Mle. 1870/93 ALVF, 4 da 240 mm TAz Mle. 1884/17 ALVF e due da 340 mm Mle. 1912 ALVF. Queste armi erano utilizzate dagli italiani come artiglieria per la difesa costiera, alle dipendenze dei corpi d'armata. L'unica operazione a fuoco della quale si ha notizia riguarda i pezzi da 194, impiegati dall'Esercito Cobelligerante Italiano nella battaglia di Montelungo durante la guerra di liberazione.

### Autoblindo ferroviarie AB40 e 41

Una AB40 ferroviaria

Il 15 maggio 1942 nei Balcani venne costituita la Compagnia autonoma autoblindo ferroviarie, su una squadra comando (2 blindo) e due plotoni (4 blindo ognuno). In totale la compagnia allineava 10 autoblindo dei tipi AB40 AB41, la prima armata di tre mitragliatrici Breda Mod. 38, la seconda con una Breda ed una mitragliera Breda 20/65 Mod. 1935 in torretta. Le blindo erano progettate fin dall'inizio per l'utilizzo su ferrovia, previa installazione di cerchioni ferroviari, mentre le ruote pneumatiche venivano agganciate sulle fiancate per una rapida conversione su strada; erano dotate inoltre di sabbiere, scacciapietre, fanalini rossi e verdi regolamentari, faro orientabile e dispositivo di bloccaggio dello sterzo. Gli ufficiali ed i sottufficiali della compagnia provenivano dal Genio ferrovieri, mentre gli equipaggi ed i meccanici provenivano dall'Arma di cavalleria.

### Autocarrette ferroviarie blindate OM
Nel 1942, su richiesta del Comando Superiore FF.AA. di Slovenia e Dalmazia, vennero realizzate 20 autocarrette ferroviarie blindate OM Mod. 42, derivate dalla autocarretta OM 36. Le autocarrette, armate di Breda Mod. 38, operavano sulle linee a scartamento ridotto in un Reparto autonomo su due plotoni, integrando le AB40 e 41.

### Littorine blindate Libli
Sempre nel 1942, con l'intensificarsi degli attacchi dei partigiani titini contro le linee ferroviarie l'Ansaldo produsse 5 littorine blindate partendo dall'Automotrice FS ALn 56 della Fiat Ferroviaria, in servizio nelle Ferrovie dello Stato. Le Ansaldo Libli furono realizzate in due versioni, una armata di due cannoni da 47/32 Mod. 1935 in torretta, 6 mitragliatrici Breda Mod. 38, due mortai Brixia Mod. 35 e lanciafiamme Mod. 40. Nel secondo tipo i mortai, i lanciafiamme e due mitragliatrici lasciavano il posto a una mitragliera Breda 20/65 Mod. 1935.

### Treno blindato contraereo germanico

Il Treno blindato contraereo germanico.

Nel 1940 Hitler donò a Mussolini, per il suo compleanno, il Treno blindato contraereo germanico. Era composto da due "Flakwagen", ovvero vagoni passeggeri pesantemente modificati, rinforzati e blindati, impiegati nella protezione antiaerea dei treni del Führer. Lo scomparto centrale era adattato al trasporto ed al soggiorno delle alte personalità del Partito Nazionale Fascista e del Duce stesso. Davanti e dietro allo scomparto di trasporto erano installati, in scomparti a cielo aperto, due complessi quadrinati 2 cm Flakvierling 38. Il treno venne presentato al Duce il 24 luglio 1940 dal generale Maximilian Ritter von Pohl. Non venne mai usato effettivamente dalle autorità fasciste ma i due vagoni furono assegnati ad un gruppo di artiglieria contraerea per la difesa mobile della periferia di Roma.

## Tradotte militari
Le tradotte militari furono uno dei principali mezzi di trasporto per truppe, animali e materiali del Regio Esercito in guerra. Queste erano composte dal normale materiale rotabile per persone, bestiame e merci, in servizio nelle Ferrovie dello Stato, al quale solitamente erano aggregati carri tipo FFI e Cz in allestimenti cucina del tutto simili a quelli dei treni armati della Regia Marina.
Tuttavia, a causa delle citate particolarità del fronte jugoslavo, per le esigenze del comando della 2ª Armata alcuni vagoni merci tipo DPz 1913 e tipo DI 1929 furono blindati contro il fuoco delle armi leggere.

## Treni ospedale
Tra i treni militari vanno inclusi, seppure assolutamente disarmati, i treni ospedale gestiti dal Regio Esercito, ma anche dal Corpo militare dell'ACISMOM e dal Corpo militare della CRI. Questi treni fornirono la loro importantissima ed insostituibile opera incessantemente in entrambi i conflitti mondiali, oltre che nelle grandi calamità che hanno colpito la nazione (come il terremoto di Messina).